# Mihovo
Mihovo je naselje v Občini Šentjernej. Ledinsko ime hriba gradec naj bi skrival ostaline gradu Hohenau in pod njim prazgodovinsko naselje. Na hribu Grabišče so arheologi odkrili utrdbo Zidani Gaber.Ima približno 200 prebivalcev.   

## Legenda o Zidanem Gabru:
Hudourniška dolina potoka Pendirjevka je pogorje Gorjancev prerezala na dvoje. V davnini, bilo je pred več kot tisoč leti, so se po Šentjernejski dolini med drugimi podili tudi Langobardi, ki so prišli k nam iz Padske nižine. Njihov kralj Pennodunarius je zbral veliko množico vojšcakov iz plemen, ki so živela na tem ozemlju. Med njimi jih je bilo največ iz keltskega plemena. Odpravili so se na bojni pohod. Odšli so v Srem, kjer so se vojskovali z gepidskim kraljem Kunimundom. Zmaga se je nsmehnila langobardskem kralju, ki si je za nagrado vzel kraljevo glavo, hkrati pa tudi njegovo lepo hčerko Rozamundo. Glavo je prinesel domov v torbi in jo razkazoval v Zidanem Gabru v bližini Mihovega, kjer je kralj imel svojo trdnjavo.
Ker so ga staroselci imenovali Pendir, so po njem poimenovali tudi hudourniško dolino in potok Pendirjevke.
Stari langobardski kralj je bil velik grobijan, sicer ne bi iz lobanje premaganega kralja napravil čašo in iz nje pil vino. S tem je ženo Rozamundo ranil globoko v srce. Sklenila je maščevati se. Naščuvala je dvorjane, da so pripravili zaroto. Kralja so leta 572 usmrtili v Italiji. Kakšna je bila usoda lepe Rozamunde ni vedel nihče
Povzetek iz knjige Uskoška princesa (Slavko Dokl)